# Phrynobatrachus acridoides
Phrynobatrachus acridoides là một loài ếch trong họ Petropedetidae.
Nó được tìm thấy ở Kenya, Malawi, Mozambique, Somalia, Nam Phi, Tanzania, Zimbabwe, có thể cả Swaziland, có thể cả Uganda, và có thể cả Zambia.
Các môi trường sống tự nhiên của chúng là xavan khô, xavan ẩm, vùng đất có cây bụi nhiệt đới hoặc cận nhiệt đới, vùng cây bụi ẩm khu vực nhiệt đới hoặc cận nhiệt đới, đồng cỏ khô nhiệt đới hoặc cận nhiệt đới vùng đất thấp, đồng cỏ nhiệt đới hoặc cận nhiệt đới vùng ngập nước hoặc lụt theo mùa, đất ngập nước với cây bụi là chủ yếu, đầm nước, hồ nước ngọt có nước theo mùa, đầm nước ngọt, đầm nước ngọt có nước theo mùa, đất canh tác, vùng đồng cỏ, vườn nông thôn, các vùng đô thị và kênh đào và mương rãnh.

## Hình ảnh

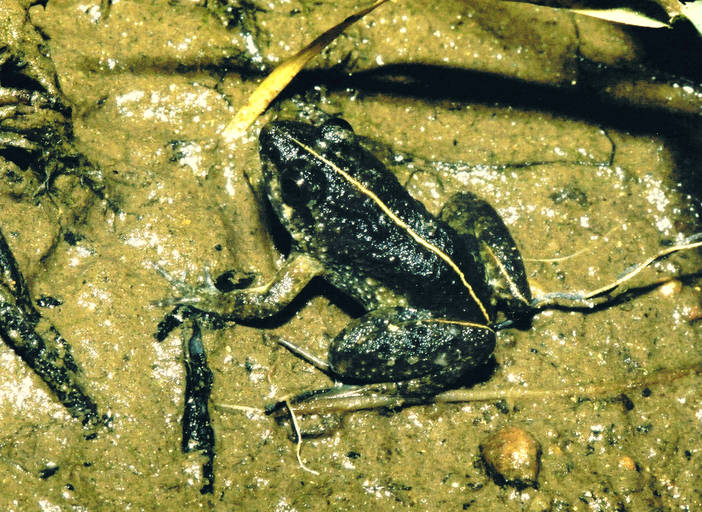
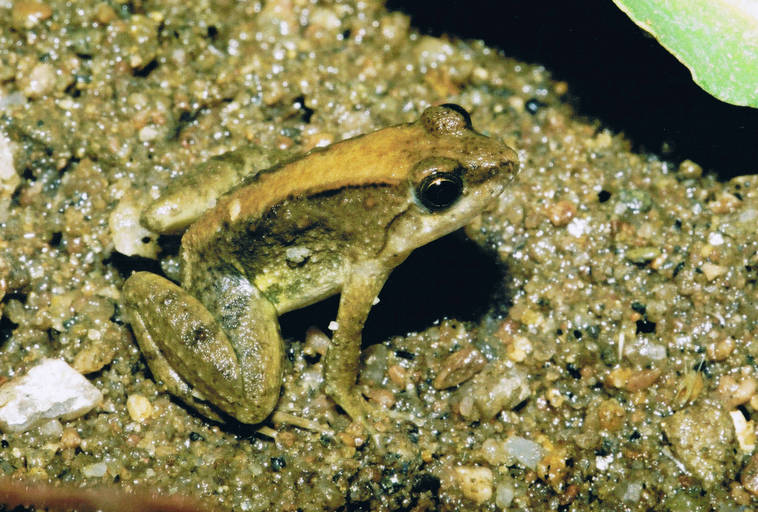
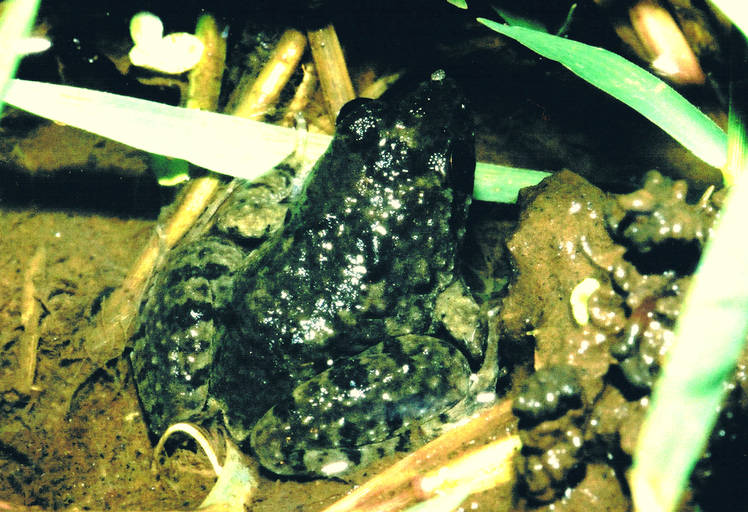
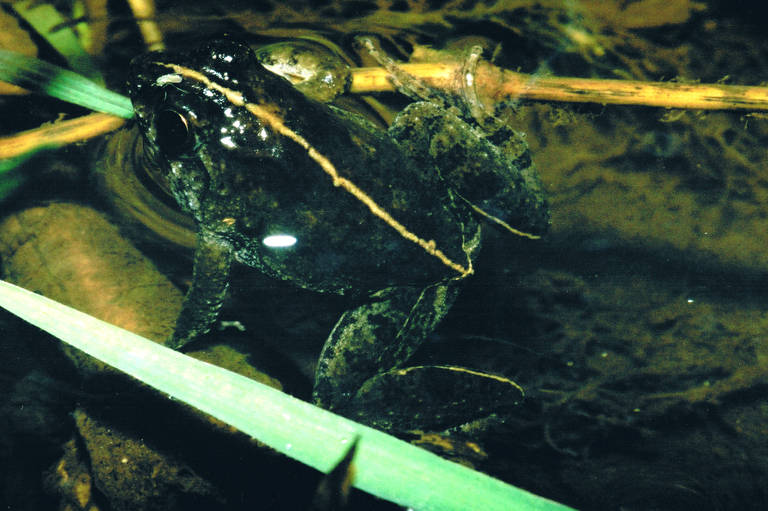